# Commission sur l'industrie du sel
La Commission sur l'industrie du sel, institution caractéristique du rôle du sel dans l'histoire de la Chine, était un organisme chinois créé en 758, lors du déclin de la dynastie Tang, utilisé pour augmenter les recettes fiscales du monopole d'Etat sur le commerce du sel, ou gabelle du sel. La Commission vendait le sel aux commerçants privés à un prix incluant une taxe faible, mais représentant des montants cumulés importants. Cette taxe était répercutée par les marchands au point de vente. Ce mécanisme de base d'un impôt indirect collecté par les commerçants privés et supervisé par des responsables gouvernementaux a perduré jusqu'au milieu du XXe siècle. La taxe sur le sel permettait à un gouvernement faible de se financer et de se maintenir a pouvoir ; son seul rôle était de contrôler les quelques régions qui produisaient le sel. Des projets visant à mettre fin au monopole du gouvernement sur le sel d'ici 2016 ont été annoncées en 2014.